# Карбен-Гілл (Іллінойс)
Карбен-Гілл (англ. Carbon Hill) — селище (англ. village) в США, в окрузі Ґранді штату Іллінойс. Населення — 372 особи (2020).

## Географія
Карбен-Гілл розташований за координатами 41°17′49″ пн. ш. 88°18′0″ зх. д. / 41.29694° пн. ш. 88.30000° зх. д. (41.296974, -88.299893).  За даними Бюро перепису населення США в 2010 році селище мало площу 0,48 км², уся площа — суходіл.

## Демографія
Згідно з переписом 2010 року, у селищі мешкало 345 осіб у 139 домогосподарствах у складі 96 родин. Густота населення становила 724 особи/км².  Було 144 помешкання (302/км²).
Расовий склад населення:
| - 99,4 % — білих - 0,6 % — азіатів |

До двох чи більше рас належало 0,0 %. Частка іспаномовних становила 4,1 % від усіх жителів.
За віковим діапазоном населення розподілялося таким чином: 22,9 % — особи молодші 18 років, 62,9 % — особи у віці 18—64 років, 14,2 % — особи у віці 65 років та старші. Медіана віку мешканця становила 40,1 року. На 100 осіб жіночої статі у селищі припадало 98,3 чоловіків;  на 100 жінок у віці від 18 років та старших — 98,5 чоловіків також старших 18 років.
Середній дохід на одне домашнє господарство  становив 56 990 доларів США (медіана — 47 708), а середній дохід на одну сім'ю — 65 241 долар (медіана — 57 500). Медіана доходів становила 47 083 долари для чоловіків та 21 932 долари для жінок. За межею бідності перебувало 18,6 % осіб, у тому числі 31,6 % дітей у віці до 18 років та 11,1 % осіб у віці 65 років та старших.
Цивільне працевлаштоване населення становило 154 особи. Основні галузі зайнятості: освіта, охорона здоров'я та соціальна допомога — 18,2 %, роздрібна торгівля — 14,9 %, виробництво — 14,3 %.